# خرطوش (سلاح)

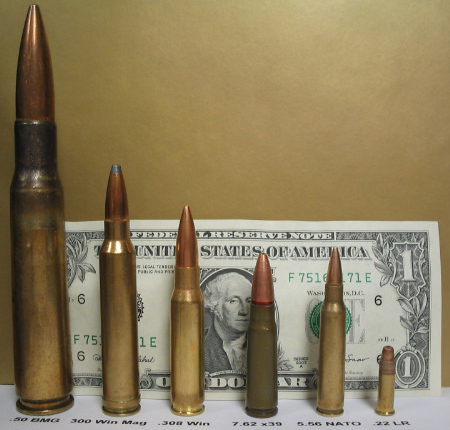
من اليسار: خرطوشة 50 BMG وخرطوشة وين ماغ 300 وخرطوشة 308 وينشستر 7.62×39 مم وخرطوشة 5.56×45 مم ناتو وخرطوشة22 إل آر.

الخرطوش هو ما يغلف الطلقة والمادة الدافعة (غالبًا إما بارود لا دخاني أو بارود عادي) والفتيل في وحدة واحدة ضمن حاوية معدنية تصنع بدقة لتكون بحجم غرفة الإطلاق في السلاح الناري. والفتيل عبارة عن شحنة صغيرة من مزيج كيماوي حساس للصدمة قد توجد في منتصف رأس الحاوية (ذخيرة سلاح بفتيل ثابت) أو داخل ذخيرة إطار (ذخيرة خرطوشة محيطية الفتيل). وتصنِّع أيضًا شركة ريمنجتون (Remington) خراطيش تطلق النيران كهربيًا وكثير من الخراطيش العسكرية كبيرة الحجم تطلق النيران كهربيًا. وقد صنع المنتجون العسكريون التجاريون ذخيرة بلا ظرف. ويطلق على الخرطوشة التي لا تحتوي على رصاص اسم خرطوشة خاملة؛ وتسمى تلك الخراطيش الخاملة تمامًا (لا تحتوي على فتيل أو مادة دافعة) اسم ذخيرةوهمية.
وأحيانًا ما يشيع استخدام المصطلح «رصاصة» بطريق الخطأ للإشارة إلى الخراطيش الكاملة.

## التأثيل
أصل كلمة الخرطوشة هي «cartuccia» الإيطالية وتعني ورقة محشوة بارودًا ومرادفه حشوة.

## التصميم

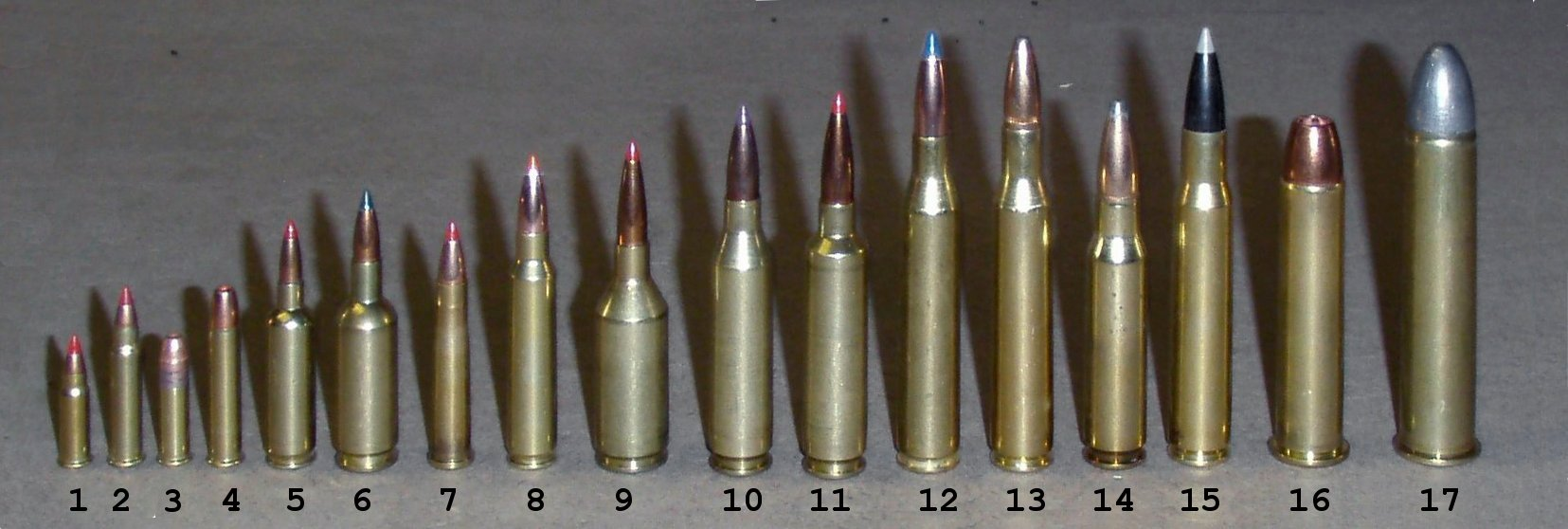
1).17 إتش إم 2 2) .17 إتش إم آر 3) 22 إل أر 4) .22 دبليو إم آر 5) .17/23 إس إم سي 6) 5 ملم/35 إس إم سي 7) .22 هورنت Hornet 8) ريمينغتون .223 9) .223 دبليو إس إس إم 10) .243 وينشستر 11) .243 وينشستر المطورة (آكلي) 12) .25-06 ريمنجتون 13) .270 وينشستر 14) .308 وينشستر 15) .30-06 سبرنجفيلد Springfield 16) .45-70 حكومة 17) .50-90 شاربس Sharps

تعمل حاوية الخرطوشة على إحكام غلق غرفة الإطلاق في كل الاتجاهات باستثناء الأنبوب. يضرب القادح الفتيل ويشعله، فتشتعل مجموعة الفتيل وسرعان ما تحترق، ولكن دون انفجار. يعمل تيار الغاز المشتعل من الفتيل على إشعال البارود الدافع.
بعد ذلك تعمل الغازات الناتجة عن البارود المحترق على ضغط الحاوية وتمديدها لإحكام غلقها مقابل جدار الغرفة. تندفع هذه الغازات الدافعة تجاه قاعدة الرصاص. وكرد فعل لهذا الضغط تتحرك الرصاصة في مسار المقاومة الأضعف. يقع مسار المقاومة الأضعف هذا أسفل جوف ماسورة البندقية. بعد خروج الرصاصة من الماسورة، ينخفض الضغط داخل الغرفة ليصل إلى مستوى الضغط الجوي. حينئذٍ تنكمش الحاوية التي كانت قد تمددت بفعل الضغط الموجود داخل الغرفة قليلاً. ويسهل ذلك من إزالة الحاوية من الغرفة.
أحيانًا ما تتعرض الحاوية للتلف أثناء خروجها وذلك في الأسلحة النارية الأوتوماتيكية أو نصف الأوتوماتيكية التي تستخرج الحاوية وتدفعها للخارج بطريقة أوتوماتيكية كجزء من دورة التشغيل العادية بها.
ويعد النحاس مادة يشيع استخدامها في الحاويات. تعتبر هذه المادة مقاومة للتأكل، يمكن سحب رأس الحاوية وجعلها أكثر صلابة لتوفير حاويات مفيدة للخراطيش المعدنية الحديثة تعمل تحت ضغط عالٍ نسبيًا ويمكن تطويع الجزء الخاص بعنق الحاوية وهيكلها بسهولة لجعلها مطيلة بما يكفي للسماح بإعادة تشكيلها بحيث يمكن إعادة تحميلها عدة مرات.
وتُصنع الذخيرة «المفرقعة» وأيضًا بعض الذخيرة العسكرية (بالأساس من الاتحاد السوفيتي السابق والصين) من حاويات مصنوعة من الصلب نظرًا لقلة تكلفة الصلب مقارنة بالنحاس. وليس مجديًا إعادة استخدام الحاويات الصلبة والتي تتدهور بسرعة في البيئة بسبب الصدأ. وعادة ما تهتم قوات الجيش بأن تكون حاويات خراطيش الأسلحة الصغيرة عبارة عن خراطيش قابلة للاستخدام مرة واحدة ثم يتم التخلص منها وتعد هذه القيود غير هامة بالنسبة لاستعمالاتها. مع ذلك، يؤثر وزن (كتلة) الحاوية على كمية الذخيرة التي يستطيع الجندي حملها وعلى هذا تتمتع الحاويات الصلبة الأخف وزنًا بميزة عسكرية عن غيرها ولكن على العكس من ذلك فإن الصلب أكثر عرضة للتلوث والتلف لذلك تُطلى كل تلك الحاويات أو تغلق مقابل المكونات ولكن هذا القفل ضعيف نسبيًا ويجب معالجة هذه الذخيرة بمزيد من الحرص بدءًا من وقت التصنيع وحتى الاستخدام.
وهناك عيب تتسبب فيه قوة الصلب المتزايدة في عنق تلك الحاويات (مقارنة بعنق الحاوية النحاسية المطوَّعة) ويتمثل هذا العيب في احتمالية ارتداد الغاز الدافع في العنق واتجاهه داخل الغرفة. تتكثف مكونات هذه الغازات على جدار الغرفة (البارد نسبيًا). يمكن أن تجعل المادة الدافعة المتبقية من استخراج الحاويات التي تم إطلاق الرصاص الموجود بها أمرًا صعبًا. وهذه كانت إحدى مشاكل مدافع حلف وارسو السابق، والتي صممت بسعات تحمل غرفًا أكبر من مدافع حلف الناتو.
وكما هو ملاحظ، دائمًا ما تكون حاويات الذخيرة الصلبة مطلية باللك أو مغطاة (بطبقة رقيقة من البوليمر (البلاستيك) أو النحاس عن طريق العزل بالتحليل الكهربائي) لحماية الصلب من التآكل قبل إطلاق النار. وبعد إطلاق النار يبدأ الصدأ من الداخل وحتى أي تحطم في القشرة الخارجية.
قدمت شركة سي سي آي (CCI) حاويات ذخيرة من الألومنيوم (انظر الصورة). وتعد هذه السبيكة مناسبة تمامًا للذخيرة.[بحاجة لمصدر] ولكن يؤدي تغيير أحجام تلك الحاويات بسرعة إلى تآكل القوالب المعدنية المعتادة وتؤدي هذه الحاويات إلى حدوث مشكلات تواجه القائمين بإعادة تعمير السلاح.[بحاجة لمصدر] لذلك لجأت شركة سي سي آي متعمدة لاستخدام أحجام فتائل غير قياسية لإثناء القائمين بإعادة تعمير السلاح عن محاولة إعادة استخدام هذه الحاويات.
وتشتمل مواصفات الخراطيش الحساسة على عيار حجم العنق ووزن الرصاصة والعجلة المتوقعة وأقصى ضغط وفراغ الرأس والطول الكلي ونوع الفتيل وشمعة وقطر هيكل الحاوية وتصميم الكتف ونوع الإطار إلخ. (وعامة يمكن التحكم في صفات كل نوع من الخراطيش المحددة بدقة، وهناك أنواع قليلة قابلة للتبادل بطريقة ما، رغم وجود استثناءات ولكن عامة لا توجد هذه الأنواع إلا عند استخدام خرطوشة ذات أسطوانة وإطار قصيرين في غرفة أطول منهما، على سبيل المثال، 22 شورت في غرفة 22 لونج رايفل Long Rifle) ولكن نوع فتيل ذخيرة الإطلاق ذات الفتيل الثابت يكون قابلاً للتبادل (بوكسر Boxer أو بيردان Berdan)، قد تؤدي أية اختلافات معاكسة لتلك المواصفات إلى إتلاف السلاح الناري وفي أخطر الحالات قد تؤدي إلى الإصابة أو الوفاة. وبالمثل، قد يؤدي استخدام نوع الخرطوش الخطأ في أي مدفع إلى إتلاف أو تدمير المدفع أو مطلق الرصاص والمحيطين.
يقاس قطر الرصاصة إما بجزء من البوصة (عادة 1/100 أو 1/1000)، أو بالملليمتر. يمكن أيضًا تحديد طول حاوية الخرطوشة بالبوصة أو بالملليمتر.
ولا يعكس بالضرورة اسم الخرطوشة أي بعد للخرطوشة أو المدفع. فالاسم ليس إلا اسمًا مستعارًا قياسيًا ومقبولاً. ويحدد معهد مصنعي الأسلحة الرياضية وذخائرها (SAAMI) والنظير الأوروبي (CIP) وأعضاء تلك المنظمات أسماء الخراطيش الصحيحة. فحينما تقدم أسماء الخراطيش بطريقة سليمة لا تحتوي مطلقًا على علامة عشرية مجردة عند البدء. وتؤدي الممارسة الخطأ إلى الالتباس.
وهناك تسمية خطأ تستخدم للإشارة إلى الخرطوشة باعتبارها «عيارًا» خاصًا مثل، عيار "30-06". الاسم الصحيح الكامل للخرطوشة هو .30-'06 سبرنجفيلد. وفي الأسلحة الرياضية يكون التعريف المتسق الوحيد «للعيار» هو دست من حجم الجوف (بـ 1/100 بوصة زيادات) من أنواع خراطيش العيار -30 الموجودة.
وهناك اختلاف هائل في تسمية الخراطيش. أحيانًا تعكس المسميات سمات مختلفة للخرطوشة، على سبيل المثال، تستخدم 308 وينشستر رصاصة قطرها 308/1000 بوصة تم توحيد قياسها من قِبل وينشستر. وعلى العكس، غالبًا لا تعكس تسميات الخراطيش أي شيء لا يمت بصلة للخرطوشة بطريقة واضحة، على سبيل المثال، تستخدم الخرطوشة 218 بي Bee رصاصة قطرها 224/1000 بوصة، وتطلَق عبر عمق 22، إلخ، ولا تعكس أجزاء 218 وبي في تسمية الخرطوشة غير رغبة هؤلاء الذين وحدوا قياسها. وهناك عديد من الأمثلة المشابهة، على سبيل المثال: 219 زيبر Zipper و 221 فايربول Fireball و 222 ريمنجتون و.256 وينشستر و.280 ريمنجتون و.307 وينشستر و.356 وينشستر، إلخ.
في حالة استخدام رقمين، قد يعكس الرقم الثاني أشياء مختلفة. وكثيرًا ما يعكس الرقم الأول قطر جوف (بالبوصة أو الملليمترات) المدفع الذي يمثل غرفة الخرطوشة. بينما يعكس الرقم الثاني طول الحاوية (بالبوصة أو الملليمترات). على سبيل المثال، 7.62×51 ملم ناتويشير هذه الاسم إلى قطر فراغ يبلغ طوله 7.62 ملم وطول حاوية يبلغ كليًا 51 ملم. (تعرض وينشستر نسخة تجارية تسمى .308 وينشستر).
في خراطيش البارود الأسود الأقدم، يشير عادة الرقم الثاني إلى طلقات البارود بـ الحُبيبة. على سبيل المثال، تحتوي .50-90 شاربس على جوف عمقه 9 20 بوصة وتستخدم طلقات قليلة تساوي 50 حُبيبة (90.0 grain (5.83 غ)) من البارود الأسود.
وقد تم تصنيف كثير من مثل تلك الخراطيش من خلال نظام ثلاثي الأرقام مثل، 45-120-3¼ شاربس: 45 مقاس جوف العيار، 120 حُبيبات البارود الأسود، 3¼ بوصة لطول الحاوية. وفي أوقات أخرى أشارت أنظمة مشابهة ثلاثية الأرقام إلى الجوف (العيار) والطلقات (الحبيبات) ووزن الرصاص (الحبيبات). وتمثل الخرطوشة 45-70-500 حكومة مثالاً على ذلك النظام.
وكثيرًا ما يعكس الاسم الشركة أو الشخص الذي وحد قياس الخرطوشة مثل .30 نيوتن Newton أو صفة مهمة بالنسبة لهذا الشخص.
تشتمل 38. سبيشل في الواقع على قطر رصاصة ضئيل يبلغ 0.3570 بوصة (9.07 مـم) (مغلفة) أو 0.3580 بوصة (9.09 مـم) (رصاصة غير مغطاة) بينما تحتوي الحاوية على قطر ضئيل يبلغ 0.3800 بوصة (9.65 مـم)، حيث يشير الاسم. ويعد ذلك أمرًا منطقيًا من الناحية التاريخية. بلغ الثقب الموجود داخل غرف مسدسات القادحة والكرة عيار 36 عند التحويل للعمل مع الخراطيش 0.3800 بوصة (9.65 مـم) وسميت الخراطيش التي صُنعت للعمل مع المسدسات منطقيًا بالاسم .38 كولت Colt. ويعكس الفرق بين قطر الرصاصة في 38. سبيشل
```
وقطر الحاوية سمك فم الحاوية (تقريبًا 11/1000 بوصة على كل جانب). وتمثل 
357 ماغنوم
 شكلاً متطورًا من 
38. سبيشل
 وسميت 357 هكذا لتعكس قطر الرصاصة (بآلاف البوصات)، وليس قطر الحاوية. واستخدمت «ماغنوم» للإشارة إلى حاويتها الأطول وأيضًا ضغط التشغيل الأعلى.
```

طلقة.30-'06 سبرنجفيلد (بحجم ضئيل) تبلغ 0.30 بوصة (7.6 مـم) وهي طلقة عسكرية صممت في ترسانة سبرنجفيلد عام 1906، ومن هنا جاءت تسميتها.
صممت.303 بريتيش British لجوف يبلغ حجمه المتضائل 303/1000 بوصة وهذه الحشوة وُحد قياسها من قِبل الجيش البريطاني.
ولم يتبق من تلك التصميمات الفريدة التي لا حصر لها والأشكال المتطورة منها بالأساس سوى تصميمين للخرطوشة. كل الأسلحة النارية الرياضية الحالية إما محيطية الفتيل أو ذات فتيل ثابت (بإطار أو بلا إطار). وقد حاول موردو الأسلحة العسكرية الرياضية الأمريكية إتمام إطلاق النار الكهربي والذي يستبدل قادح النار التقليدي والفتيل بنظام إشعال كهربي حيث يشتعل الفتيل بفعل شحنة كهربية.[بحاجة لمصدر]
واستمرت حكومات وشركات كثيرة نحو الوصول إلى الذخيرة بلا ظرف (حيث تُستهلك مجموعة الحاوية بأكملها عند إطلاق الطلقات أو ما ظل غير ذلك يخرج مع الرصاص)، وإلى الآن لم ينجح أي من هؤلاء بما يكفي للوصول إلى السوق المدني ولم يلق أيضًا مكسبًا تجاريًا. وحتى في السوق العسكري فإن استخدامه محدود. قرابة عام 1848، قدمت شركة شاربس نظام بندقية وخرطوشة ورقية (يحتوي على كل العناصر عدا الفتيل). وحديثًا وجدت تسريبات غاز كبيرة بهذه المدافع في نهاية الغرفة ومع تقدم الاستخدام تزداد هذه التسريبات سوءًا. تمثل نفس المشكلة عيبًا في أنظمة المدفع والخرطوشة دون حاوية حتى هذا اليوم.

### الأسلحة ذات الفتيل الثابت

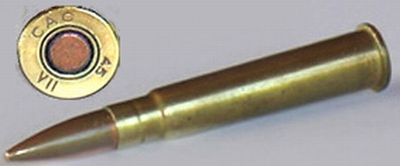
محيطية الإطار، إم كيه Mk. VII بفتيل ثابت .303 خرطوشة من دبليو دبليو 2 WW II. صُنعت بواسطى شركة كولونيال أميونيشن Colonial Ammunition ، نيوزلندا.

وتحتوي الخرطوشة ذات الفتيل الثابت على فتيل متمركز في المنتصف خلال فجوة في مقدمة الحاوية. وتستخدم معظم الحاويات النحاسية ذات الفتيل الثابت التي تُستخدم عالميًا للذخيرة الرياضية فتائل من نوع بوكسر. فهي سهلة في التخلص منها واستبدالها باستخدام أدوات إعادة التحميل القياسية، ولذلك كان من السهل إعادة استخدام تلك الحاويات.
قد صنّع بعض الأوروبيين والآسيويين ذخيرة عسكرية ورياضية تستخدم فتيلاً فنجانيًا يعرف باسم فتيل بيردان. ويتطلب انتزاع (إزالة الفتيل المستعمل) من تلك الحاويات استخدام أداة خاصة لأن سندان الفتيل (الذي يتحطم عليه مكون الفتيل) عبارة عن جزء تكاملي للحاوية ولذلك لا تحتوي الحاوية على ثقب مركزي يمكن أن تدفع أداة انتزاع الفتيل للخارج من داخله؛ كما يحدث مع فتائل النوع بوكسر. في حاويات بيردان توجد الثقوب السريعة على جوانب السندان. ومع توافر الأدوات والمكونات الصحيحة تصبح إعادة تحميل الحاويات ذات فتائل بيردان أمرًا عمليًا تمامًا. ولكن فتائل بيردان غير متوافرة إلا في بعض الأحيان في المناطق التي يستخدمها فيها القائمون بإعادة تعمير السلاح.[بحاجة لمصدر]

### الأسلحة محيطية الفتيل
شاع حل إشعال الفتيل المحيطي قبل إتمام الفتيل الثابت. في الحاوية محيطية الفتيل، تدفع القوة الطاردة مركب إشعال سائل في الفجوة الداخلية للإطار المطوي كما يدير المصنِّع الحاوية على درجة عالية ويسخِّن الحاوية الدائرة لتجفيف مزيج مركب الإشعال في مكانه ضمن التجويف الفارغ في طية الإطار بمحيط الحاوية الداخلية.
من منتصف القرن التاسع عشر إلى أواخره، وُجدت مئات من تصميمات الخراطيش محيطية الإطار. أما اليوم فلم يبقى من تلك التصميمات إلا القليل والتي غالبًا ما تستخدم في مدافع العيار الصغير قيد الاستخدام العام واسع الانتشار. وتشتمل على .17 ماتش 2 Mach II و.17 هورنداي ماغنوم ريمفاير (Hornady Magnum Rimfire (HMR وأيضًا 5 ملم ريمنجتون ماغنوم (Hornady Magnum Rimfire (HMR و.22 (بي بي BB وسي بي CB وشورت ولونج ولونج رايفل وطلقة لونج رايفل ومختلف تصميمات الخراطيش عالية الأداء التي تعمل مع الأسلحة ذات الغرف لـ .22 إل آر LR) إضافة إلى .22 وينشستر ماغنوم ريمفاير. وفي بعض البلدان لا تزال بعض الخراطيش التي تصل إلى العيار .32 على الأقل تُعرض حتى الخرطوشة .44 هنري Henry (خرطوشة ترجع تقريبًا إلى 1860) لا تزال تعرض من حين لآخر.[بحاجة لمصدر]
وتعد الخرطوشة .17 إتش إم آر HMR (وهي خرطوشة من العيار 17 تعتمد على حاوية .22 دبليو إم آر WMR) تصميمًا حديثًا شاع بدرجة هائلة بين رماة الأهداف وأيضًا صائدي الكائنات الضارة والطرائد الصغيرة.[بحاجة لمصدر] فهي توفر سرعة عالية ومسار قذف مفلطحًا نسبيًا. تحتوي الخرطوشة .17 ماتش 2 (وهي خرطوشة من العيار 17 تعتمد على حاوية .22 لونج رايفل) على ميزة مدى الرؤية المفيدة التي تميزها عن البندقية الطويلة .22 لصيد الكائنات الضارة. ومؤخرًا أعادت شركة آجيولا Aguila طرح تصميم الخرطوشة الطويل غير المتصل 5 ملم ريم ماغ (الذي يستخدم حاوية أكبر كثيرًا من حيث القطر من حاوية 22 دبليو إم آر) وصُنعت مدافع جديدة لهذه الخرطوشة. تستخدم كل أنواع شحن الأسلحة للخرطوشة .22 دبليو إم آر و5 ملم ريم ماغ و.17 ماتش 2 و.17 إتش إم آر طلقات مغطاة بسبائك الرصاص المغطى بالمعدن (95% نحاس، 5% زنك) المذهب.
ومقارنة بالحاويات ذات الفتيل الثابت الحديثة المستخدمة في الأنواع الأقوى من المدافع الحديثة، تَستخدم تصميمات الخراطيش محيطية الإطار الموجودة شحنات تولد ضغطًا أقل نسبيًا بسبب قيود تصميم المدفع العملي — فالمدفع يدعم الإطار قليلاً من الجانب أو لا يدعمه مطلقًا. قد يتطلب مثل هذا الدعم سعات تحمل دقيقة جدًا في تصميم الغرفة والمزلاج والقادح. ونظرًا لأن ذلك ليس في المتناول، كان من الضروري الاحتفاظ بانخفاض ضغط حمل الحاوية محيطية الإطار بدرجة كافية بحيث لا يؤدي الجهد المولد عن ضغط الغرفة الذي قد يدفع إطار الحاوية للخارج إلى تمديد الإطار بدرجة كبيرة. أيضًا يجب أن يكون جدار الإطار المطوي قليل السُمك بما يكفي لتسهيل تغيير شكله حيث يلزم ذلك للسماح للانفجار من القادح بسحق مركب الفتيل ومن ثم إشعاله، ويجب أن يحدث ذلك دون تصدع — إذا ما كان الجدار سميكًا للغاية سيقاوم تغيير الشكل بشدة، وإذا كان صلبًا للغاية، سيتصدع بدلاً من أن يتغير شكله. هذان القيدان — الدعم الذاتي للإطار من الجانب ونحافة الإطار ومرونته بما يكفي لسحقه بسهولة كرد فعل على صدمة القادح — يحددا ضغوط القادح الممكنة.[بحاجة لمصدر]
غالبًا ما تُحمَّل الخراطيش ذات الفتيل الثابت بحوالي 65,000 psi (450,000 kPa) كحد أقصى لضغط الغرفة؛ وعلى العكس من ذلك لم يُحمَّل أي قادح مخصص لأغراض تجارية بما يزيد عن حوالي 40,000 psi (280,000 kPa) كحد أقصى لضغط الغرفة. ولكن على الرغم من دقة تصميم وإنتاج البندقية، لا يوجد سبب جوهري يمنع استخدام الضغوط العالية. ورغم عيب الضغط النسبي، إلا أن الخراطيش محيطية الإطار زائدة الشحنة بالعيار 17 و5 ملم والعيار 22 تولد طاقة بالفوهة مقارنة بالخراطيش ذات الفتيل الثابت الأصغر حجمًا.[بحاجة لمصدر]
وفي الوقت الراهن، تعلل (لونج رايفل) .22 إل آر الانتشار الواسع لذخيرة الخراطيش محيطية الإطار المستخدمة كافة. تستخدم طلقات .22 إل آر القياسية أعيرة من الرصاص النقي بطريقة أساسية. ويتوفر هذا الرصاص في أنواع تفوق سرعة الصوت وأنواع تقل عن سرعة الصوت وأيضًا أنواع الهدف والفرقعة والقنص. ولأغراض تسويقية غالبًا ما يطلى هذا الرصاص بطبقة رقيقة من النحاس أو سبيكة النحاس (ويطلق عليها غمر) وعادة ما يغطى بالشمع الصلب للتحكم في النفايات (تستخدم الأغطية الناعمة الشحمية في بعض ذخائر التصويب). لم تقترب أي من الخراطيش على مر العصور من حد الكمال مثلما فعلت الخرطوشة 22 محيطية الإطار والخراطيش 22 لونج رايفل المهيمنة هذه الآونة، رغم ارتفاع مبيعات 22 لونج رايفل قبل عام 1970 مما دفعنا إلى الظن بأنها سوف تحتفظ بالرقم القياسي للأبد لإجمالي المبيعات من أي نوع من الخراطيش المعدنية، انظر الخراطيش بالعالم.
وتتميز الخرطوشة .22 إل آر وأيضًا .22 محيطية الإطار المرتبطة بها بالانفراد لأنهما الخرطوشتان الأساسيتان المستخدِمتان لرصاص بقطرين حيث يكون القطر الخارجي للحاوية مساوٍ لقطر الجزء الأمامي للرصاصة وحيث يجب بالضرورة أن يكون الجزء الخلفي من الرصاصة الممتد إلى الحاوية أصغر من الهيكل الأساسي للرصاصة. ويعرف ذلك التصميم باسم القاعدة العقبية.

### خراطيش البنادق نصف الأوتوماتيكية مقابل خراطيش المسدسات
تقريبًا تعد كل خرطوشة مسدس نصف أوتوماتيكي «بلا إطار» أو بطريقة أكثر دقة محاطة بإطار له نفس قطر هيكل الحاوية؛ يتعشق مستخرِج في هذا الإطار بإدخال أداة شق (قطع الإطار) بالقرب من قاعدة الحاوية. تحتوي تصاميم قليلة على أطر أقطارها أكبر قليلاً من أقطار هياكل الحاويات ولكنها تعمل كتصميم بلا إطار. كل تلك الخراطيش بها فراغ بالرأس عند فم الحاوية، مما يمنع الطلقة من الدخول في عمق الغرفة. (تحتوي بعض حاويات المسدسات والبنادق على أطر أقطارها أكبر كثيرًا من أقطار هياكل الحاويات وتعرف بتصاميم منتقصة الإطار).
وقد صنعت المسدسات للعمل مع الخراطيش التي صُممت للاستخدام في المسدسات نصف الأوتوماتيكية. وتشتمل على مدافع خراطيش .45 إيه سي بي ACP و9×19 ملي  بارابيلوم التي لا تحتوي على أطر. وعادة يحمّل القناصة الخراطيش في مقاطع على شكل نصف دائرة (أو أجهزة مشابهة يمكنها تعبئة طلقتين أو 3 أو 6 طلقات للمسدس ذي الست طلقات). تسمح هذه الأجهزة لمستخرج المسدس بإخراج الطلقات غير المضروبة والحاويات المضروبة وأيضًا يمكن إخراجهم بالإجمال. (وتمامًا مثل المسدس الفرد يمنع فم الحاوية الطلقة من الدخول في عمق الغرفة ويعد ذلك أمرًا عمليًا بالنسبة لإطلاق هذه القذائف في المسدسات ذات الغرف لاستخدامها مع تلك الخراطيش دون استخدام مقطع ولكن هناك إشكالية في استخراج الحاوية. وعلاوة على ذلك، تصمَّم بعض المسدسات مع حافتي مستخرج محمل بنابض تدخلان في قطع إطار «الخراطيش بلا إطار» وتستخرج هذه الحاويات بطريقة عادية).
وتحتوي معظم خراطيش المسدسات على إطار عند قاعدة الحاوية أكبر من هيكل الحاوية يثبَّت في مواجهة الحاجز الأسطواني أو داخله لتوفير التحكم في فراغ الرأس (لحماية الخرطوشة من التقدم للأمام كثيرًا داخل الغرفة الأسطوانية) وأيضًا لتوفير استخدام المستخرج المخلبي لتسهيل الاستخراج من المدافع (معظم التصاميم مزدوجة الإجراء).
وللمقارنة بالنظر بين خراطيش المسدسات متشابهة الأقطار وتصاميم الأطر المختلفة، انظر 380 إيه سي بي (نصف الأوتوماتيكية) مقابل .38 سبشيال (مسدس).

## استخدام الخراطيش
«انظر أيضًا جدول خراطيش المسدسات والبنادق حسب السنة»
يوجد اختلاف كبير بين أطوال الحاويات والأقطار بالنسبة للخراطيش المستخدمة في شتى أنواع المدافع الرياضية والعسكرية. أما «أفضل» خرطوشة لأي هدفٍ كان فذلك أمر يطول فيه الجدل. ارجع إلى «الخراطيش على مستوى العالم» للاطلاع على توصيات مصنِّعي مختلف الخراطيش التجارية والمناقشات المطروحة بهذا الدليل.
من المهم ملاحظة أن العيار والطاقة غير متساويين. على سبيل المثال، بشحنات المصنع القياسية، تبلغ قوة 6 ملم ريمنجتون (عيار 24) ما يعادل 45-70 سبرنجفيلد (عيار 45). حتى حجم الخرطوشة الكلي يمكن أيضًا أن يكون مضللاً. على سبيل المثال، بالشحنات القياسية، تبلغ قوة 458 وينشستر ماغنوم (عيار 45، أسطوانية، طول كلي 3.36 بوصة) تقريبًا ضعفي 45-90-120 شاربس (عيار 45، أسطوانية، طول كلي 4.16).
وبصورة عامة، تعتمد «قدرة الإيقاف» على التطبيق وهي قضية خلافية معقدة بالكامل وبدرجة بالغة يصعب تغطيتها بأي طريقة هادفة. وهناك كثير من العوامل المؤثرة. يتمثل أهم هذه العوامل في الطاقة الصادرة وفي النواحي التصميمية للرصاصة كافة مثل (العيار، الوزن، البناء، الشكل، المادة المستخدمة، إلخ). ويؤثر ذلك كله على كيفية تفاعل الرصاصة مع الهدف (المعروف بالتسمية الخطأ علم المقذوفات النهائية) — هل تخترق النقطة المحددة؟ أو هل تستدير لأحد الجانبين جزئيًا أو كليًا (في بعض الأحيان يشار لذلك بطريق الخطأ بالدوار)؟ أو هل تستمر في قطعة واحدة؟ أو هل يعاد تشكيلها (على شكل الفطر)؟ وإلى أي مدى يمكن إعادة تشكيلها، إلخ. وللحصول على النتائج المثالية، يتطلب كل نوع هدف أداء رصاصة نهائيًا وفريدًا ومن ثم مخطط تصميم رصاصة فريد.
فيما يلي قائمة بعينات بسيطة لخراطيش واسعة الشهرة، للاطلاع على قائمة أكثر شمولاً، انظر جدول خراطيش المسدسات والبنادق حسب السنة. هذه القائمة مرتبة على نحو تقريبي حسب طول الخرطوشة. ارجع إلى الخراطيش بالعالم.

## أنواع تصميمات الرصاص

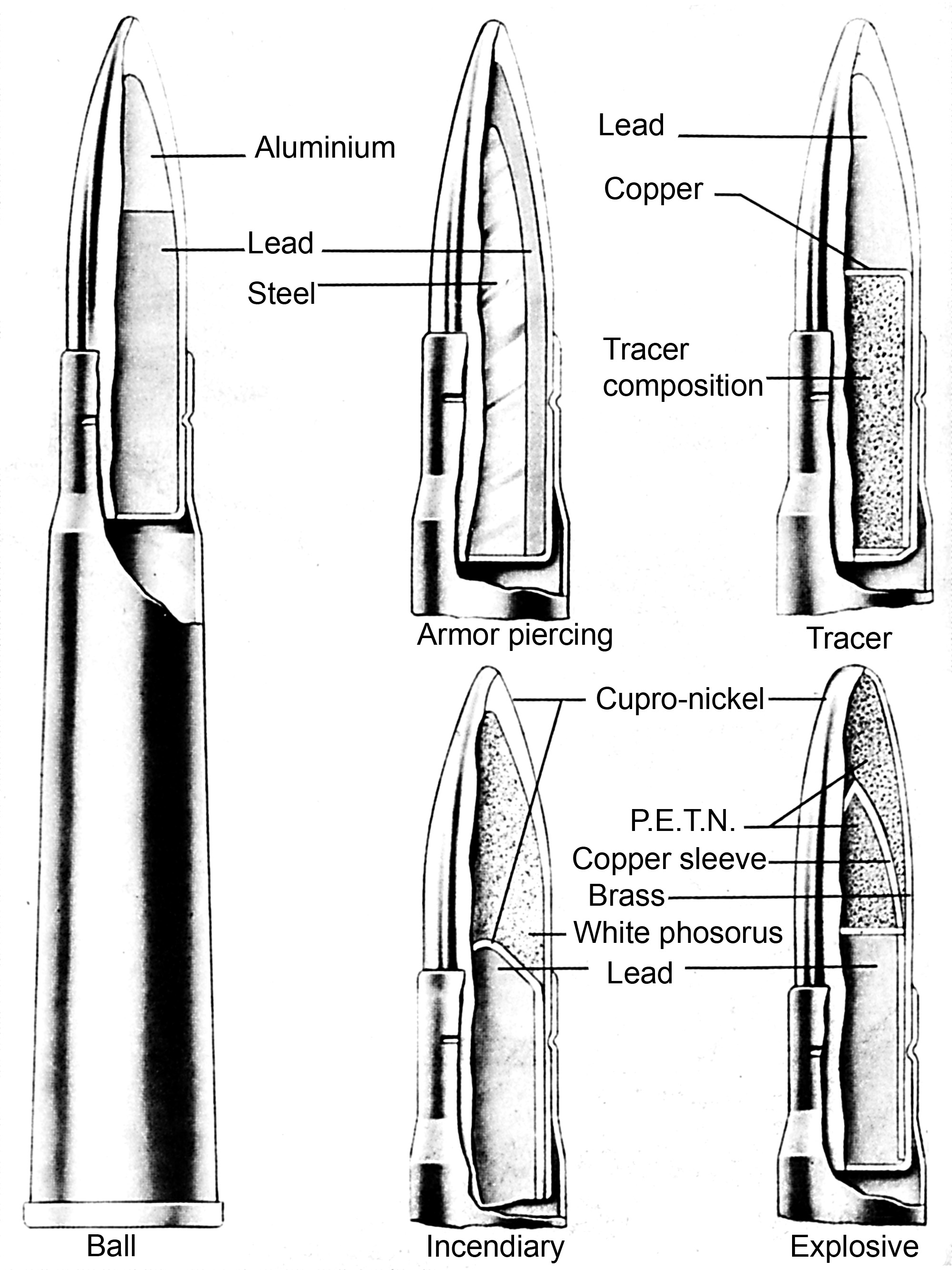
قطع بالصورة يوضح طلقات محاطة بأطر للبحرية اليابانية 7.7 ملم كما أُطلقت بمدافع آلية من النوع 92 و97 — نسخ من تصاميم فيكرز Vickers ولويس Lewis. يمكن تبادل الطلقة بفعالية مع 303 بريتيش.

- شحنات ذخيرة رش بندقية خرطوشة قياسية مقاس/70 ملم. مدرج هنا مقاس الطلقات من الأكبر للأصغر. تُعرض الشحنات عادة في هيكل بطول 70 ملم (هناك كثير من خيارات الشحن الأخرى المتاحة).

خردق 000: 8 كريات رصاص (0.36 بوصة (9.1 مـم))
خردق 00: 9 كريات رصاص (0.33 بوصة (8.4 مـم)، و12 كرية لرصاص ماغنوم)
خردق 0: 12 كرية رصاص (0.32 بوصة (8.1 مـم))
خردق 1: 16 كرية رصاص (0.30 بوصة (7.6 مـم)، 20 كرية لشحنة ماغنوم)
خردق 4: 27 كرية رصاص (0.24 بوصة (6.1 مـم))
- عيار بندقية الخرطوشة: يمكن صنع هذه الأعيرة من الرصاص الصلب أو النحاس أو خليط من مواد متنوعة. وتحفظ الأعيرة توازنها في مسار البندقية عن طريق الاندفاع بقوة في الماسورة ما يتسبب في دوران العيار الناري أو تحفظ توازنها كسهم مطلق بتوجيه مركز ثقل التوازن أمام المركز الانسيابي للتوازن، وأحيانًا بمساعدة مراوح. وتتوفر الأعيرة ذات الرؤوس الصلبة أو الجوفاء ولكن غالبًا ما تحقق الأعيرة ذات الرأس الجوفاء انتشارًا منخفضًا إلى حد ما.
- طلقة الهراوة: وهي مقذوفة غير مميتة تُطلَق من بندقية الشغب.
- خارقة الدروع (AP): رصاصة صلبة مصنوعة من الصلب أو سبائك التنجستن في شكل مستدق عادة ما يغطى بطبقة رقيقة من الرصاص وسترة من النحاس الأصفر أو الأحمر. والهدف من الرصاص والسترة حماية غطاء الماسورة من المواد ذات القلب الصلد. أحيانًا ما يكون الرصاص خارق الدروع أقل كفاءة مع الأهداف غير المدرعة من الرصاص ذي السترة المعدنية الكاملة. ويرجع ذلك إلى انخفاض قابلية المقذوفات خارقة الدروع للانحراف (الميل لأحد الجانبين بعد الضرب).
- رصاص ذو أنف مفلطح (FNL): وهو يشبه النوع السابق مع فلطحة الأنف. ويشيع في شحنات الذخيرة المفرقعة في رماية رعاة البقر.
- السترة المعدنية الكاملة (FMJ): وتصنع من قلب رصاصي مغطى بسترة كاملة من النحاس الأصفر أو النحاس الأحمر أو الصلب المطاوع. تتيح هذه المواد إمكانية تمديد الأداء النهائي أو إعادة التشكيل بنسبة ضئيلة ولكن أحيانًا ما ينحرف (يميل على لأحد الجانبين). ورغم الاسم، تميز رصاصة السترة المعدنية الكاملة عادة بقاعدة رصاص مكشوفة لا تُرى في الخرطوشة السليمة.
- عيار الأمان جلاسر: ويرجع تاريخه إلى أوائل سبعينيات القرن العشرين. وقد أطلق عليها مخترعها العقيد جاك كانون (Jack Cannon) اسم صديقه آرمين جلاسر (Armin Glaser). وعلى مدار أعوام، تطورت هذه المقذوفات من النماذج الخام المصنعة يدويًا إلى الإنتاج الشامل، رغم عدم تغير الفكرة الأساسية: سترات النحاس الأحمر مملوءة بطلقات قنص الطيور ومغطاة بغطاء طرفي من البوليمر المجعد. وما أن تصطدم الرصاصة بالجسم يفترض أن تتشظى المقذوفة محدثة إصابات منتشرة مثل نموذج بندقية الخرطوشة الصغيرة. ويستخدم عيار جلاسر القياسي الأزرق طلقات قنص أفضل لا تخترق الجسم بما يزيد عن 5 إلى 6 بوصات (130–150 mm) ويزيد عيار جلاسر «الفضي» من بوصة إلى بوصتين أخرتين (30–50 mm) اختراقًا باستخدام طلقات قنص أكبر قليلاً. وبسبب قلة عمق اختراق الجسم اقتنع البعض بأن أعيرة جلاسر قد تكون مثالية حيث إن الاختراق العميق للمقذوفات يشكل خطرًا على المحيطين. على سبيل المثال، قد يكون عيار جلاسر بأكمله داخل سلاح ما. رغم ذلك ولنفس الأسباب، قد يختلف الأداء النهائي لطلقات جلاسر اختلافًا هائلاً محققًا نجاحًا مبهرًا وبنفس قدر الفشل المزري وذلك حسب زاوية التصويب على الهدف. تؤدي الضربات الجانبية على الأسطح الصلبة إلى التشظي مما يقلل من مخاطر الارتداد. ولكن يمكن أن تخترق طلقات جلاسر الحواجز مثل اللوح الجصي والخشب الرقائقي والصفائح المعدنية الرقيقة إذا ما أطلق عليها الرصاص عن قرب.
- أعيرة ذات سترة جوفاء الرأس (JHP): بعد اختراع الأعيرة ذات السترات الخفيفة سرعان ما جربت ولويتش آرسنال (Woolwich Arsenal) في بريطانيا العظمى هذا التصميم بمزيد من التطوير بتشكيل ثقب أو تجويف في أنف الرصاصة بينما يُحتفظ بالشكل الخارجي سليمًا. هذه الطلقات قابلة لإعادة تشكيلها نظريًا بسرعة أكثر وكذلك تمديدها لقطر أكبر من الأعيرة ذات السترات الخفيفة. وهناك مخاوف قد نشأت بالنسبة للاستخدام الشخصي من احتمالية تسبب الأقمشة وخاصة المواد الثقيلة مثل الدينيم في سد التجويف الموجود في الطلقات ذات السترات جوفاء الرأس مما يؤدي إلى فشل تمددها.
- أعيرة ذات سترات خفيفة (JSP): طور الجيش الهندي في ترسانة دوم دوم آرسينال، بالقرب من كلكتا شكلاً مختلفًا من تصميم السترة المعدنية الكاملة حيث السترة لا تغطي أنف الرصاصة. وجد أن أنف الرصاصة الخفيفة يتمدد في الجسم بينما تظل بقية السترة لتمنع سخام الرصاص من الدخول في الماسورة. تشطر الأعيرة ذات السترات الخفيفة الفرق بين أعيرة السترة المعدنية الكاملة والأعيرة ذات السترات جوفاء الرأس. وهي تتميز باختراق أعمق من الأعيرة ذات السترات جوفاء الرأس ولكنها تتمتع بقدرة إيقاف أكبر من أعيرة السترة المعدنية الكاملة
- الرصاصة مستديرة الأنف (RNL): وهي طلقة رصاص دون سترة. على الرغم من أنها قد استُبدلت بالطلقات ذات السترات، إلا أنها لا تزال شائعة في خراطيش المسدسات الأقدم. حيث يفضل بعض القناصة استخدام الرصاص مستدير الأنف في المعارك لاعتقادهم الخطأ بأن هذه الرصاصة أقل انحرافًا من رصاص سبيتزر حاد الأنف بصرف النظر عن حقيقة إثبات عدم صحة هذا الاعتقاد مرارًا. ارجع إلى مجلة آمريكان رايفلمان American Rifleman
- أعيرة ذات سترات معدنية كلية (TMJ): وتتميز بها خراطيش سبير (Speer)، ويغطى قلب الرصاصة ذات السترة المعدنية الكاملة بالكامل وبسلاسة تامة بمعدن النحاس الأصفر والنحاس الأحمر أو غيرهما من المعادن المغلِّفة بما يشتمل على القاعدة. ووفقًا للمعنى الحرفي لسبير، فهي تمنع الغازات الساخنة الدافعة من تبخير الرصاص من قاعدته مما يؤدي إلى تقليل انبعاثات الرصاص. سلير آند بيلوت (Sellier & Bellot) أنتج سلير وبيلوت إصدارًا مشابهًا أطلقا عليه تي إف إم جيه TFMJ مزودًا بغطاء طرفي منفصل من نفس مادة السترة.
- الخرامة (WC): وتشبه الرصاص ذي الأنف المفلطح، ولكنها أسطوانية بشكل كامل وأحيانًا ما يكون بها تقعر بالأنف. وتستمد الرصاصة اسمها هذا من شهرتها بالتصويب على الأهداف حيث إن عامل الشكل يسبب ثقوبًا مرتبة في الأهداف الورقية مما يجعل حساب تسجيل النقاط أكثر سهولة ودقة ولأنها تحدث ثقوبًا أكبر من الرصاصة مستديرة الأنف، فيمكن أن تمس الضربة المنتصفة نفس البقعة الحلقة الأصغر التي تليها ومن ثم تحقق نقاطًا أعلى.
- نصف الخرامة (SWC) وهي مماثلة للرصاصة الخرامة بأنف مدببة بفتحة بقطر أقصر مخروطية أو مقعرة. وتتميز بنفس المميزات بالنسبة لمصيبي الأهداف ولكنها أيسر في شحنها في المدفع وتعمل بطريقة موثوقة في المدافع نصف الأوتوماتيكية. ويعد هذا التصميم تصميمًا رائعًا بالنسبة أيضًا لبعض لممارسات القنص.
- المخروط المبتور، الرأس المنبطح مستدير الأنف، إلخ. شروح وصفية لتصميمات رصاص مجموعة تجارية حديثة.

حظرت اتفاقية لاهاي لعام 1899 استخدام المقذوفات الممتدة في مواجهة القوات العسكرية للأمم الأخرى. قبلت بعض الدول بذلك كحظرًا واضحًا لاستخدام المقذوفات الممتدة ضد أي شخص، بينما  يستخدم البعض الأعيرة ذات السترات الخفيفة وجوفاء الرأس في مواجهة القوات غير العسكرية مثل الإرهابيين والمجرمين.[بحاجة لمصدر]

## الخراطيش الشائعة

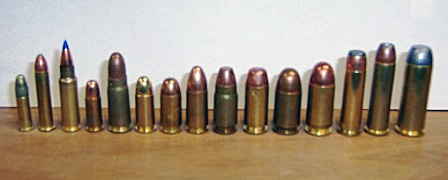
مجموة متنوعة من خراطيش المسدسات الشائعة من اليسار إلى اليمين: 22 إل آر، .22 دبليو إم آر، 5.7×28 ملم، 25 إيه سي بي، 7.62×25 ملم توكاريف Tokarev، 32 إيه سي بي، 380 إيه سي بي، 9×19 ملم بارابيلوم، 357 إس آي جي SIG، 40 إس أند دبليو S&W، 45 جي إيه بي GAP، 45 إيه سي بي، .38 سبشيال، 357 ماغنوم، 45 كولت

مدرج أدناه أنواع الذخيرة في ترتيب رقمي.
- لونج رايفل 22 (22 إل آر): خرطوشة غالبًا ما تستخدم في التصويب على الأهداف وقنص الطرائد الصغيرة مثل السنجاب. وبسبب حجم الخرطوشة الصغير، فيمكن إخفاء مسدسات الدفاع عن النفس ذات الغرف بالعيار 22 محيطية الإطار (رغم قلة كفاءتها عن معظم خراطيش المسدسات ذات الفتيل الثابت) في حين لا يمكن إخفاء مسدس بغرف لخرطوشة بفتيل ثابت. وتعد 22 إل آر من أكثر خراطيش الأسلحة الرياضية المستخدمة ويرجع سبب ذلك أساسًا إلى أنه عند مقارنتها بأي ذخيرة ثابتة الفتيل، يتضح أن ذخيرة 22 إل آر أقل كثيرًا من حيث التكلفة وأيضًا بسبب ضعف الارتداد الناتج عن الرصاصة 22 الخفيفة بعجلة ضئيلة.
- 22-250: خرطوشة واسعة الانتشار تستخدم في صيد الطرائد ومكافحة الكائنات الضارة والتصويب على الأهداف في مدى رماية متوسط إلى طويل. وتعد الخرطوشة 22-250 واحدة من أكثر الخراطيش واسعة الانتشار لصيد الثعالب وغير ذلك من مكافحة الحشرات في أوروبا الغربية ويرجع ذلك إلى مسارها المفلطح ودقتها العالية في صيد الكائنات الضارة من حجم الفئران إلى الثعالب.
- 300 وينشستر ماغنوم: واحدة من أكثر الخراطيش انتشارًا والتي تستخدم في صيد الطرائد الكبيرة على مر العصور. أيضًا طلقة القنص بعيد المدى، وهي مفضلة من قِبل أعضاء فريق القوات الخاصة العسكرية البحرية الأمريكية وقوات الجيش الألماني. وتتمتع 338 لابوا تقريبًا بنفس القدرة رغم أنها لا تنتمي لنفس الفئة، 7 ملم ريمنجتون ماغنوم، وتتجاوز بسهولة أداء 7.62×51 ملم ناتو.
- 30-06 سبرنجفيلد 7.62×63 ملم: وهل خرطوشة البندقية القياسية لدى الجيش الأمريكي في النصف الأول من القرن العشرين. وهي خرطوشة بندقية ذات قدرة كاملة ملائمة لصيد معظم الطرائد في أمريكا الشمالية ومعظم الطرائد الكبيرة في جميع أنحاء العالم.
- 308 وينشسر: الاسم التجاري لخرطوشة بفتيل ثابت تعتمد على طلقة 7.62×51 ملم ناتو العسكرية. قُبيل اعتماد الناتو 7.62×51 ملم ناتو تي 65 T65 عام 1954، وصفت وينشستر (فرع من شركة أولين Olin) الخرطوشة وعرضتها بسوق الصيد التجاري في صورة المنتج 308 وينشستر. ولاحقًا زودا نموذجي البندقية وينشستر 70 و80 بغرفة خرطوشة. ومنذ ذلك الحين، أصبح النموذج 308 وينشستر هو خرطوشة صيد الطرائد الكبيرة سريعة الأداء الأوسع انتشارًا على مستوى العالم. كما يستخدم أيضًا في الرماية من قِبل الشرطة والقنص العسكري ومناسبات التصويب المدنية والعسكرية.
- 357 ماغنوم: باستخدام الإصدار المطول من الحاوية .38 سبشيال المحملة بحوالي ضعف الحد الأقصى من ضغط الغرفة مثل 38 سبشيال، سرعان ما قبلها القناصة ومطبقو القوانين. وزُعم أن رصاص 357 ماغنوم في وقت طرحه، كان يخترق ألواح السيارات ويسبب تشققات في مجموعات المحركات (مما يؤدي لتعطيل المركبة في نهاية الأمر) — ويثير الاختبار الفعلي شكوكًا بشأن صحة هذا الإدعاء.
- 40 إس آند دبليو: إصدار بحاوية أقصر 10 ملم أوتو.
- 44 ماغنوم: خرطوشة مسدس عالية القدرة صُممت أساسًا للصيد.
- 45 إيه سي بي: طلقة المسدس القياسية الأمريكية لمدة قرن تقريبًا. شحنات 45 إيه بي سي العادية أقل من سرعة الصوت مما يجعلها مثالية أكثر للمدافع الكاتمة للصوت.
- 45 كولت: طلقة أكثر قوة من العيار 45 تستخدم هيكل خارجي أطول. صُمت كولت 45 من أجل مسدس كولت ذي الإجراء الواحد، قرابة عام 1873. وتستخدم مسدسات الإجراء الواحد من العيار 45 الأخرى هذه الطلقات أيضًا.
- 45-70حكومة: اعتمدت من قِبل الجيش الأمريكي عام 1873 باعتبارها خرطوشة بندقية الخدمة القياسية. وتقيَّد معظم الشحنات التجارية لهذه الخرطوشة باحتمالية محاولة شخص ما إطلاق شحنة حديثة مستخدمًا بندقية عتيقة ترجع لعام 1873 أو واحدة مقلدة. ولكن يمكن لبنادق مارلين وروجر وبراوننج المنتَجة حديثًا قبول الشحنات التي تولِّد تقريبًا ضعف الضغط المولَّد في خراطيش البارود الأسود الأصلية.
- 50 بي إم جي BMG (12.7×99 ملم ناتو): صُممت في الأصل لتحطيم الطائرات في الحرب العالمة الأولى، [5] ولا تزال هذه الخرطوشة تستخدم كطلقة سلاح مضادة للمعدات ضد الدروع الخفيفة. وتستخدم في بنادق الصيد ذات القدرة العالية والمدافع الآلية الثقيلة كانت تهدف تلك البنادق لتحطيم العتاد العسكري للجيش مثل الأجزاء الحساسة من الطائرة الموقوفة عن الطيران ووسائل النقل المدرعة. ويستخدمونها القناصة المدنيون للتصويب على الأهداف البعيدة.
- 5.45×39 ملم سوفيت Soviet: الرد السوفيتي على الخرطوشة 5.56×45 مم ناتو.
- 5.56×45 ملم ناتو: اعتمدتها العسكرية الأمريكية في الستينيات من القرن العشرين، وأصبحت لاحقًا خرطوشة بندقية الهجوم القياسية للناتو في باكر الثمانينيات وحلت محل 7.62×51 ملم. اعتمدت بعد ذلك ريمنجتون هذه الطلقة العسكرية كـ 223 ريمنجتون، وهي خرطوشة واسعة الانتشار تستخدم لصيد الكائنات الضارة والطرائد الصغيرة.
- 7×64 ملم: واحدة من أشهر الخراطيش طويلة المدى في أوروبا والمستخدمة لصيد الكائنات الضارة والطرائد متوسطة الحجم إلى الكبيرة، خاصة في دول مثل فرنسا وبلجيكا سابقًا، حيث تحظر حيازة الأسلحة النارية المحشوة بخراطيش عسكرية (سابقًا) أو تقيد بشروط كثيرة. يطرح هذه الخرطوشة بعض صانعي البنادق الأوروبية في إصدارين من البنادق ذات الأقفال والبنادق محيطية الإطار، وتم حشو خراطيش 7×65 ملم آر في البنادق المزدوجة والتجميعية. وهناك أيضًا سبب آخر لشهرتها ألا وهو مسارها المفلطح وقدرتها الجيدة على الاختراق علاوة على مهارتها العالية حسب الرصاص والشحن المستخدم. وبالاندماج مع الاختيار الواسع لرصاص 7 ملم المختلف المتاح تستخدم 7×64 ملم لكل أغراض الصيد من الثعلب والإوز إلى الأيل والموظ الإسكندينافي والدب البني الأوروبي وهو نظير للدب الأسود الذي يعيش في أمريكا الشمالية. ويبلغ أداء 7x64 ملم بطريقة أساسية ضعف أداء 270 وينشستر و280 ريمنجتون.
- 7 ملم ريمنجتون ماغنوم: وهي خرطوشة صيد بعيدة المدى.
- 7.62×39 ملم: خرطوشة بندقية سوفيت/كومبلوك Soviet/ComBloc من منتصف أربعينات القرن العشرين إلى منتصف سبعينيات هذا القرن، بسلاسة تعتبر واحدة من أوسع الخراطيش الموزعة انتشارًا في العالم بسبب توزيع سلسلة ميخائيل كلاشنكوف Mikhail Kalashnikov إيه كيه-47 الرائجة.
- 7.62×51 ملم ناتو: كانت تلك هي طلقة ناتو القياسية حتى حلت محلها 5.56×45 ملم. وتمثل الآن بندقية القنص القياسية لدى الناتو وحشوة الرشاش المتوسطة. كانت في الخمسينيات من القرن العشرين تمثل الخرطوشة القياسية للبنادق لدى الناتو، ولكن أظهر الارتداد والوزن إشكالية بالنسبة لتصاميم بندقية المعارك الجديدة مثل فن فال FN FAL. ووحدت تجاريًا بالاسم 308 وينشستر.
- 7.62×54 ملم ر: وتمثل طلقة البندقية الروسية القياسية من تسعينيات القرن التاسع عشر وحتى أربعينيات القرن العشرين. ويعبر الحرف "R" «آر» عن كلمة rimmed أي محيطية الإطار. وتمثل الخرطوشة 7.62×54 ملم ر تصميمًا روسيًا يعود تاريخه إلى عام 1891. وصمم في الأصل لبندقية موزين ناجانت (Mosin-Nagant)، واستخدمت أثناء أواخر الحقبة القيصرية وخلال فترة الاتحاد السوفيتي، في البنادق والمدافع الآلية مثل إس في تي SVT - 40. وأيضًا تم حشو نموذج وينشستر 1895 بهذه الخرطوشة بموجب عقد مبرم مع الحكومة الروسية. ولا زالت تستخدم من قِبل العسكرية الروسية في دراغونوف وبنادق القنص الأخرى وبعض المدافع الآلية. وتعرف الطلقة بالعامية بـ «7.62 روسي». ويسبب هذا الاسم لبسًا للناس حيث تختلط عليهم هذه الحشوة مع "7.62 Soviet"، التي تشير إلى الخرطوشة 7.62 × 39 في بنادق إس كيه إس SKS وإيه كيه AK -47.
- 7.65×17 ملم براوننج إس آر Browning SR (32 إيه سي بي): طلقة مسدس صغيرة للغاية. رغم سيطرتها كخرطوشة الخدمة الشرطية في أوروبا حتى منتصف سبعينيات القرن العشرين. وتعبر إس آر عن أنها نصف محيطية الإطار، مما يعني أن إطار الحاوية أكبر قليلاً من قطر هيكل الحاوية
- 8×57 ملم آي إس IS: خرطوشة بندقية الخدمة الألمانية القياسية من عام 1988 حتى 1945، ولقد شهدت 8×57 ملم آي إس (آكا 8 ملم ماوسر) انتشارًا واسعًا في جميع أنحاء العالم من خلال المبيعات التجارية والفائضة والعسكرية ولا تزال شائعة وتستخدم على نطاق واسع كطلقات للصيد في معظم أوروبا ويرجع السبب في ذلك إلى وفرة بنادق الصيد بأسعار معقولة بالنسبة لهذه الحشوة وأيضًا إتاحة واسعة لذخيرة الصيد والتصويب والذخيرة العسكرية الفائضة.
- 9×19 ملم بارابيلوم: اخترعت من أجل العسكرية الألمانية في مطلع القرن العشرين أدى انتشار 9×19 ملم بارابيلوم الواسع إلى جعلها الخيار المنطقي لطلقات مسدس ناتو القياسية وإس إم جي SMG.
- 9.3×62 ملم: طلقة لصيد الطرائد الكبيرة شائعة جدًا في إسكندنافيا مع 6.5×55 ملم حيث تستخدم كطلقة صيد متعددة الأغراض بدرجة كبيرة تستخدم لأي شيء من الطرائد الصغيرة والمتوسطة مع طلقات الرصاص المجمعة خفيفة الوزن إلى الطرائد الأوروبية الكبيرة باستخدام طلقات الصيد ذات السترات الخفيفة. وتشيع 9.3×62 ملم أيضًا في باقي أوروبا للطرائد الكبيرة خاصة عمليات صيد الطرائد الكبيرة المندفعة بسبب قدرة الإيقاف الفعالة على الطريدة الهاربة. وعلاوة على ذلك فهي الخرطوشة المنفردة التي يقل حجمها عن 375 إتش آند إتش ماغنوم H&H Magnum التي يسمح لها بطريقة روتينية للصيد القانوني لبعض الأنواع الأفريقية الخطيرة.
- 12.7×108 ملم: تعد الخرطوشة 12.7×108 ملم مدفعًا آليًا ثقيلاً وأيضًا خرطوشة بندقية مقاومة للمواد تستخدم من قِبل الاتحاد السوفيتي وحلف وارسو السابق وروسيا الحديثة وغيرهم من الدول. وهي تقريبًا النظير الروسي لخرطوشة ناتو .50 بي إم جي (12.7×99 ملم ناتو). وتتمثل الفروق بينهما في شكل الرصاصة وأنواع البارود المستخدم وأن طول حاوية 12.7×108 ملم يزيد بمقدار 9 ملم وتزيد قوتها قليلاً.
- 14.5×114 ملم: تعد 14.5×114 ملم مدفع آلي ثقيل وخرطوشة بندقية مقاومة للمواد تستخدم من قِبل الاتحاد السوفيتي وحلف وارسو السابق وروسيا الحديثة وغيرهم من الدول. ويشيع استخدامها أكثر في مدفع كيه بي في KPV الآلي الثقيل الذي عثر عليه في عدة مركبات عسكرية روسية.

## معلومات تاريخية
في عام 1260، استخدمت خراطيش البارود العادي بواسطة دولة المماليك كي يستخدمونها في الرماح النارية والمسدسات اليدوية في مواجهة إمبراطورية المغول في موقعة عين جالوت. وترجع الخرطوشة الأصلية للأسلحة الصغيرة لدى العسكرية لتاريخ 1586. وتتكون من شحنة من البارود العادي ورصاصة في أنبوب ورقي. ولا تزال تعرف الورقة بـ «ورقة الخرطوشة» بسبب استخدامها في تلك الخراطيش.[بحاجة لمصدر]
استُخدمت هذه الخرطوشة في سلاح العسكرية الذي يُحمَّل من الفوهة، حيث يقوم الجندي بضرب قاعدة الخرطوشة أو نزعها، ويندفع البارود في الماسورة ومن ثم تنطلق الرصاصة على الهدف. ومن أجل إشعال الشحنة كانت هناك خطوة إضافية يجب إجراؤها حيث يندفع البارود كثير الحبيبات الذي يطلق عليه بارود السربنتين في وعاء المدفع ليشتعل باستخدام حجر النار أو كبريت مشتعل.[بحاجة لمصدر]
تطلبت طبيعة الحرب المتصاعدة سلاحًا ناريًا يمكنه التحميل والإطلاق بمزيد من السرعة، مما أدى لظهور بنادق قصيرة بها زر أمان (ولاحقًا ظهرت بندقية بيكر)، والتي يغطى الوعاء فيها بالصلب المجعد. يُضرب هذا الصلب بحجر النار ثم يطلق المدفع نيرانه. ويمكن أثناء التحميل وضع قبضة من البارود من الخرطوشة في الوعاء للإشعال قبل إطلاق باقي الخرطوشة أسفل الماسورة، لتوفير الشحن والحشو.[بحاجة لمصدر]
سلمت الأشكال المتطورة بعد ذلك بعدم ضرورة هذه الطريقة للإشعال، حيث إنه أثناء التحميل كان يمر جزء من شحنة البارود من الماسورة ويعبر الفتحة ليدخل الوعاء، فكان يحتجز الجزء بواسطة الغطاء وأيضًا زند البندقية.[بحاجة لمصدر]
كان توفر النحاس الأحمر هو الخطوة المهمة التالية في طريقة الإشعال كبسولة القدح. ولم يتم تطبيق الفكرة عمومًا سوى في البندقية القصيرة التي استخدمها الجيش البريطاني؛ (براون بيس) في عام 1842، بعد حوالي ربع قرن من اختراع البارود القادح وبعد اختبار حكومي دقيق في ولويتش عام 1834. وقد حصل على براءة هذا الاختراع، الذي جعل كبسولة القدح ممكنة القس إيه جيه فورسيث (Rev. A. J. Forsyth) عام 1807، وكانت تتكون من فتيل إشعال مع بارود شديد الانفجار مصنوع من كلورات البوتاسيوم والكبريت والفحم النباتي وتشتعل تلك المواد بالارتجاج. وقد تطور هذا الاختراع تدريجيًا واستخدم أولاً في كبسولة من الصلب ثم في كبسولة من النحاس الأحمر بواسطة مجموعة مختلفة من صناع البنادق والأفراد على مستوى خاص قبل أن يدخل في الإطار العام لاستخدام العسكرية بعد ذلك بحوالي ثلاثين عامًا تقريبًا.[بحاجة لمصدر]
كان تبديل العسكرية من حجر النار إلى المسكيت القادحة أمرًا سَهُل تنفيذه بإحلال حلمة مثقوبة محل وعاء البارود وإحلال زند صغير محل محبس الزند الذي يحجز حجر النار يحتوي هذا الزند الصغير على غور كي يدخل في الحلمة عندما يطلق الزناد. يضع مطلق النار كبسولة قدح (تصنع حاليًا من ثلاثة أجزاء كلورات البوتاسيوم واثنين من فلمنات الزئبق ومسحوق الزجاج) على الحلمة. أدى اختراع كبسولة التفجير والاعتماد عليها إلى اختراع حاوية الخرطوشة الحديثة، وجعلت من الممكن الاعتماد عامة على مبدأ التحميل الخلفي بالنسبة لأصناف البنادق وبنادق الخرطوشة والمسدسات كافة. سهل ذلك إلى حد كبير إجراء التحميل إضافة إلى أنه مهد طريق الأسلحة النارية نصف الأوتوماتيكية والأوتوماتيكية.[بحاجة لمصدر]
ولكن هذه القفزة النوعية لم تكن دون ثمن. فقد قدمت مكونًا إضافيًا في كل طلقة — حاوية الخرطوشة — يجب إزالته حتى يمكن إعادة تحميل المدفع. بنادق زر الأمان على سبيل المثال، جاهزة لإعادة التحميل فور إطلاقها النار، وأدى الاعتماد على حاويات الخراطيش المصنوعة من النحاس الأصفر إلى ظهور مشكلات الاستخراج والطرد. ولم تقتصر آلية المدفع الحديث على ضرورة تحميل قطعة السلاح وإطلاق النار وإنما شملت أيضًا ضرورة التخلص من الحاوية المستهلكة، والتي قد تتطلب كثيرًا من الأجزاء المتحركة المضافة. تشتمل كثير من الأعطال على هذه العملية سواء عن طريق فشل استخراج الحاوية بطريقة سليمة من الغرفة أو بالسماح للحاوية المستخرجة بتعطيل الإجراء. تردد المخترعون في القرن التاسع عشر في قبول هذا العائق المضاف وجربوه مع مجموعة مختلفة من الخراطيش بلا ظرف أو الخراطيش ذاتية الاستهلاك قبل القبول بتفوق مميزات حاويات النحاس الأصفر على ذلك العائق بكثير.

### الخراطيش الورقية المتكاملة

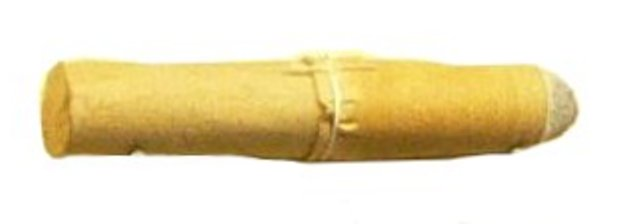
تشاسيبوتخرطوشة ورقية (1866).

تطورت أول خرطوشة ورقية متكاملة في باريس عام 1808 بواسطة صانع الأسلحة السويسري جين سامويل باولي (Jean Samuel Pauly) بالاشتراك مع صانع الأسلحة الفرنسي فرانسوا بريلا (François Prélat). اخترع باولي أول خراطيش كاملة ذاتية الحشو: اشتملت هذه الخراطيش على قاعدة من النحاس الأحمر مع بارود إشعال فلمنات الزئبق المتكامل (اخترع باولي الرئيسي)، غلاف ورقي وطلقة رصاص. كانت تحمَّل الخرطوشة من خلال مغلاق السلاح وتطلق بواسطة إبرة. وقد أصبح المدفع المحمل من الخلف ذو الإشعال المركزي بالإبرة المنشطة سمة أساسية للأسلحة النارية فيما بعد. وقد أنتج باولي إصدارًا محسنًا فيما بعد محميًا ببراءة اختراع في 29 سبتمبر عام 1812.
من المحتمل ألا يكون قد عالج أي اختراع يتصل بالأسلحة النارية هذه التغييرات في مبدأ صناعة المدفع مثل تلك الأسلحة التي تأثرت بـ «حاوية الخرطوشة المتمددة». فقد أحدث هذا الاختراع مجددًا ثورة هائلة في فن صناعة الأسلحة بالكامل وأيضًا طبق بنجاح أوصاف الأسلحة النارية كافة، علاوة على أنه أنتج صناعة جديدة ومهمة: ألا وهي تصنيع الخراطيش. تمثلت السمة الجوهرية بها في منع الغاز من التسرب من الخلف عند إطلاق النار بواسطة حاوية خرطوشة باهظة الثمن محتوية على وسيلة الإشعال الخاصة بها. وقبيل هذا الاختراع كانت تحمل بنادق الخرطوشة والبنادق الرياضية عن طريق قوارير بارود وقوارير طلقات ورصاص وحشوات وكبسولات من النحاس الأحمر تحمل كل على حدة. كانت حاوية خرطوشة إبرة الرمي واحدة من أوائل حاويات الخراطيش البارزة الحديثة، طورها صانع الأسلحة الفرنسي كازيميه ليفوتشيه (Casimir Lefaucheux)عام 1836. وكانت تتكون من هيكل رقيق وضعيف مصنوع من النحاس الأصفر والورق يتمدد من قوة الانفجار. وكانت تدخل تمامًا في الماسورة مشكلة بذلك فحصًا فعالاً للغاز. وُضعت كبسولة قدح في منتصف قاعدة الخرطوشة وكانت تشعل بواسطة إبرة نحاسية تبرز من الداخل ويضربها الزند. أتاحت أيضًا هذه الإبرة وسائل استخراج حاوية الخراطيش. طُرحت هذه الخرطوشة في إنجلترا بواسطة لانج (Lang) في شارع كوكسبور (Cockspur) بلندن تقريبًا عام 1846. ولاحقًا في 1846، إم هولير (M. Houiller)؛ وهو صانع أسلحة فرنسي آخر، وطُورت الخرطوشة من حيث النظام بطرح خرطوشة معدنية بالكامل في عام 1847.
في الحرب الأهلية الأمريكية (1861–65) طرحت البندقية المحملة من الخلف، شاربس، وأنتجت بأعداد هائلة. وكان من الممكن تحميلها بـ خرطوشة ورقية أو كروية. وتحول الكثيرون بعد هذه الحرب إلى استخدام الخراطيش المعدنية. وقد ساعد التطور الذي جاء به سيمث وويسون (من بين آخرين كثر) بالنسبة للمسدسات ذات الست طلقات التي استخدمت الخرطيش المعدنية على ترسيخ الأسلحة النارية المستخدمة الخراطيش كسلاح قياسي في الولايات المحدة الأمريكية في سبعينيات القرن التاسع عشر على الرغم من استمرار الكثيرين في استخدام مسدسات القدح بعد ذلك.[بحاجة لمصدر]

### الخراطيش المعدنية

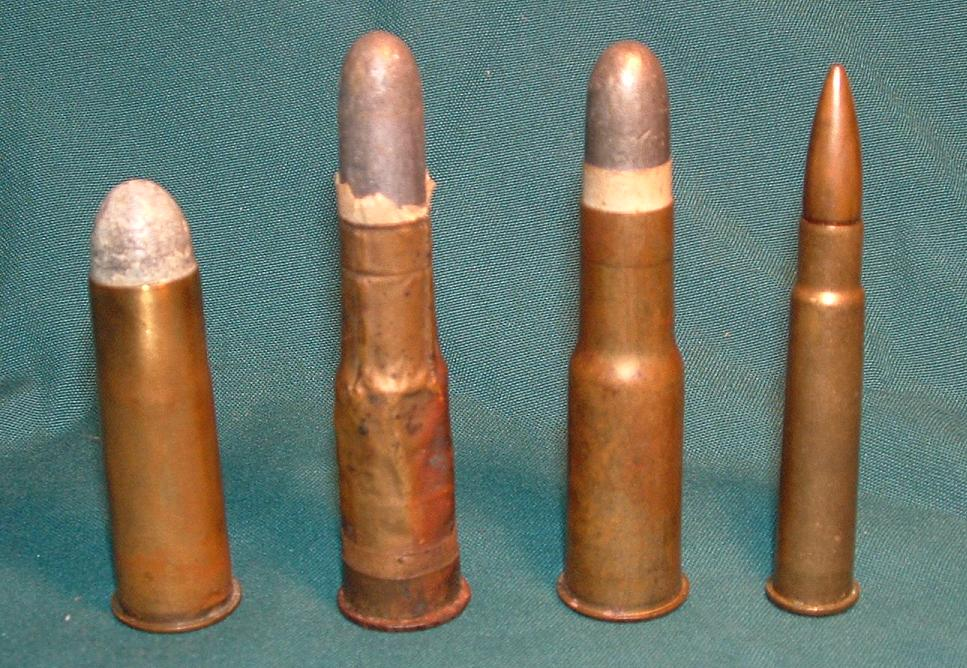
(من اليسار إلى اليمين): خرطوشة .577 سنيدر Snider (1867) و.577/450 مارتيني هنري Martini-Henry (1871)، طليت بالنحاس بعد ذلك. 577/450 مارتيني هنري وخرطوشة بريتيش إم كيه 7 إس إيه إيه بول. 303 British Mk VII SAA Ball

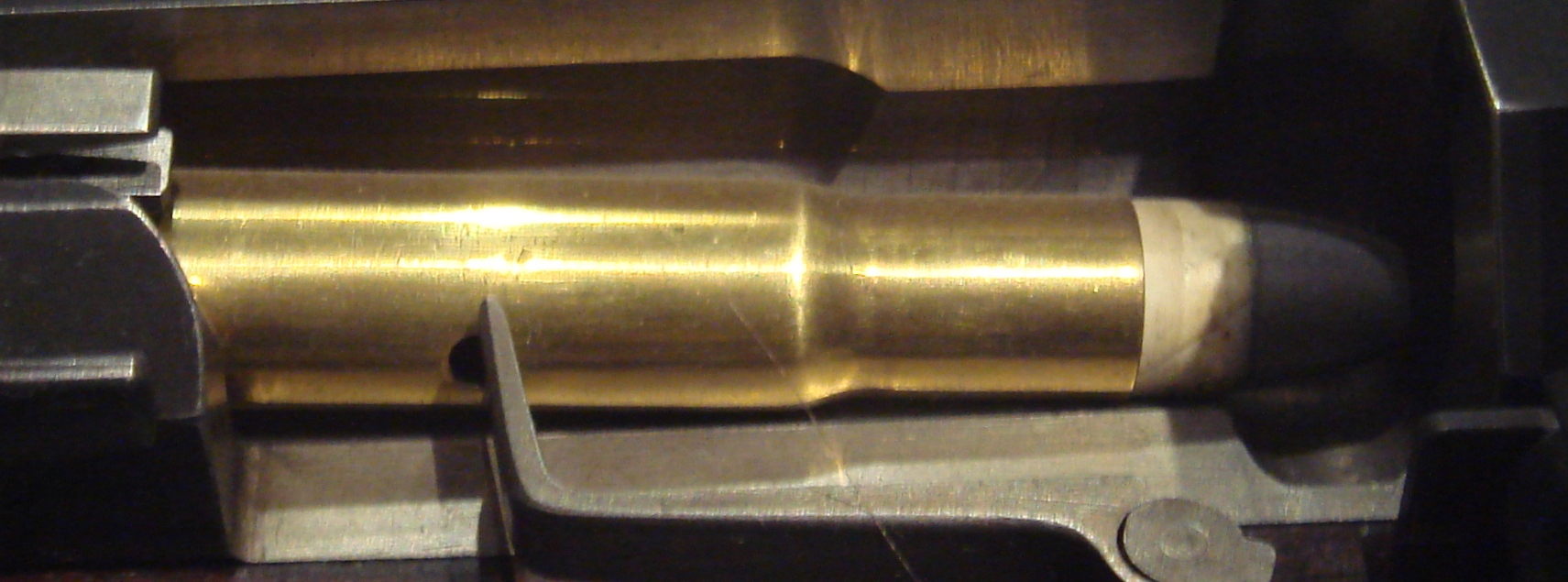
خرطوشة معدنية خاصة بالجيش الفرنسيفوسي جراس مل Fusil Gras mle 1874.

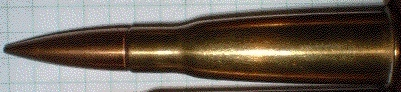
ذخيرة8 ملم ليبل Lebel طُورت في 1886 وهي أول خرطوشة تستخدم البارود العادي اللادخاني حتى يمكن صناعتها واستخدامها من قِبل أية دولة.

كانت الخراطيش محيطية الفتيل هي أول خراطيش مصنوعة بالكامل من المعدن تنجح تجاريًا. كانت .22 بي بي BB كاب Cap التي طُرحت تقريبًا في 1845 هي أول تلك الخراطيش. وتبعتها الخرطوشة 22 شورت في 1857. وسرعان ما طُرح بعد ذلك الخراطيش محيطية الإطار ذات العيار الأكبر. استخدم بعض منها في الحرب الأهلية الأمريكية بما يشتمل على .44 هنري و56-56 سبينسر Spencer. ولكن سرعان ما استبدلت الخراطيش محيطية الإطار الكبيرة بالخراطيش ذات الفتيل الثابت التي تتعامل بطريقة آمنة مع الضغوط العالية. انظر الخراطيش بالعالم مجموعة متنوعة من الإصدارات والمقالات.
في 1867 اعتمد مكتب الحرب البريطاني حاوية الخرطوشة ذات الإشعال المركزي إيلي بوكسر المعدنية في بنادق إنفيلد Enfield والتي تحولت إلى شواحن خلفية سنيدر إنفيلد على مبدأ سنيدر. وتتكون من كتلة مفتوحة على مفصل بطريقة تشكل وضعية خطأ تستقر مقابلها الخرطوشة. كانت كبسولة الاشتعال في قاعدة الخرطوشة وتفرغ بواسطة القادح مرورًا بالكتلة الخلفية واعمدت قوات أوروبية أخرى على بنادق العسكرية التي تحمل من الخلف منذ 1866 حتى 1868، باستخدام حاويات الخراطيش الورقية بدلاً من المعدنية. صنعت حاويات خراطيش إيلي بوكسر الأصلية من النحاس الأصفر الرقيق المطوي — في بعض الحالات قد تنفصل تلك الخراطيش وتسد الخلفية بالبقايا المنحلة للغلاف فور الإطلاق. حلت بعد ذلك حاوية الخراطيش ذات الإشعال المركزي المطلية بطبقة صلدة والمصنوعة من قطعة واحدة صلدة بأكملها من المعدن الصلد المتين؛ سبيكة من النحاس الأحمر، مع رأس صلدة من معدن أكثر سمكًا.[بحاجة لمصدر]
وتستخدم على الأغلب الخراطيش ذات الإشعال المركزي بالحاويات المعدنية المطلية بمادة صلدة والمحتوية على وسائل الاشتعال الخاصة بها عالميًا في مختلف المسدسات والبنادق العسكرية والرياضية الحديثة.[بحاجة لمصدر]
وتقريبًا عام 1870 تطورت سعات التحمل الآلية لدرجة أصبحت عندها حاوية الخرطوشة غير ضرورية لغلق غرفة الإطلاق. يمكن أيضًا أن تغلق المزاليج الدقيقة إضافة إلى إمكانية تصنيعها بطريقة اقتصادية.[بحاجة لمصدر] ولكن أثبت الإهلاك عدم جدوى هذا النظام.

## إعادة التحميل
بعض المولعين بالتصويب يعيدون تحميل الحاويات النحاسية المضروبة وهياكل بنادق الخراطيش البلاستيكية أو الورقية أو النحاسية. باستخدام الضغط وبعض القوالب يمكن للفرد إعادة تشكيل وتثبيط وتحفيز وإعادة شحن الحاوية بالبارود ووضع رصاصة (أو شحنة إطلاق) جديدة وثنيها في مكانها. ويمكن ذلك تقريبًا بنصف التكلفة المتكبدة عند شراء ذخيرة المصنع جزئيًا حيث توفر الحاوية جزءًا كبيرًا من إجمالي تكلفة الرصاصة. وتسمح إعادة التحميل أيضًا باستخدام طلقات بأوزان وأشكال شتى علاوة على اختلاف نوع البارود والشحن مما ينعكس على الدقة والقدرة. عادة ما يستخدم المولعون بالتصويب حاويات بفتيل بوكسر في إعادة التحميل حيث إن عملية إعادة التحميل تجري أوتوماتيكيًا بطريقة أيسر منها إذا ما استخدمت حاويات بقتيل بيردان.

## الذخائر بدون ظرف

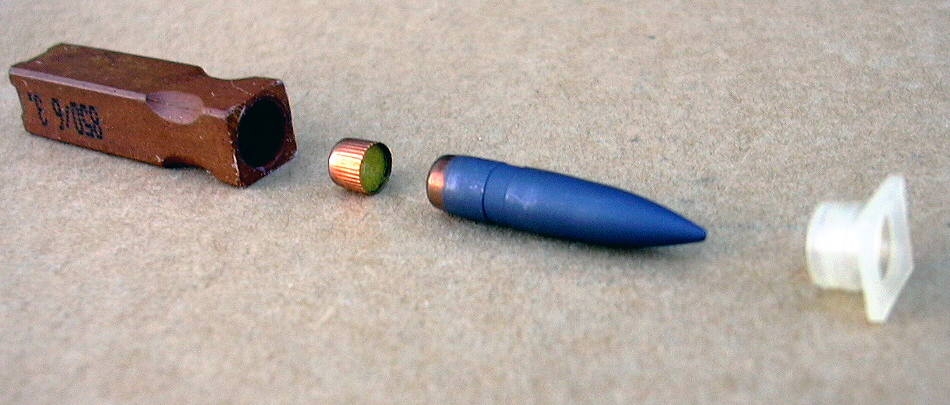
مثال على ذخيرة بلا ظرف. تستخدم هذه الطلقة المفككة 4.73×33 ملم في بندقية هيكلر آند كوخ جي 11 Heckler & Koch G11.

في عام 1989، بدأت هيكلر آند كوخ وهي شركة ألمانيا مصنعة للأسلحة النارية، إصدار نشرات صحفية حول بندقية الهجوم جي 11 التي تطلق طلقة 4.73×33 مربعة بلا ظرف. كانت الرصاصة تطلق آليًا بفتيل ذاتي.[بحاجة لمصدر]
في عام 1993 شرعت شركة فويري في النمسا في بيع مدفع وذخيرة بلا ظرف. استخدم نظامهم فتيلاً يطلق كهربيًا بمقدار 17.5 ± 2 فولت. يمنع الحدان الأعلى والأدنى الإطلاق من التيارات الضالة أو الكهرباء الساكنة. يعمل الإطلاق الكهربي المباشر على التخلص من التأخيرات الميكانيكية المرتبطة بالقادح ويقلل وقت رد الفعل (وقت التثبيت)، ويتيح إمكانية أيسر لضبط زناد البندقية.[بحاجة لمصدر]
وفي كلتا الحالتين تشكل الحاوية مباشرة من مركب نيتروسيليلوز الصلب وهو بدوره قوي وجامد نسبيًا. تلصق الرصاصة والفتيل في الكتلة الدافعة.[بحاجة لمصدر]

## طلقات التراوند
الطلقات المثلثة أو «تراوند» كانت نوعًا فريدًا من الخراطيش المصممة في عام 1958 بواسطة دايفيد دارديك David Dardick لاستخدامها على وجه الخصوص في أسلحة دارديك 1100 ودارديك 1500 ذات الغرف المفتوحة. ومثلما تشير أسماؤها، كانت الطلقات المثلثة بثلاث زوايا في قطاع متعارض، وكانت تصنع من البلاستيك أو الألومنيوم مع خرطوشة محتوية على البارود والمقذوفة. ظهر تصميم الرصاصة المثلثة كموائم للخرطوشة، للسماح لخراطيش .38 سبشيال و22 لونج رايفل التقليدية باستخدامها مع أسلحة دارديك.[بحاجة لمصدر]

## الذخائر الفارغة

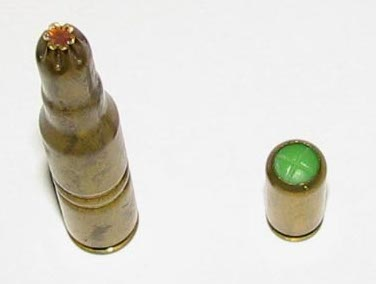
خراطيش فارغة:- 7.62×51 ملم ناتو (يسار)- 9×19 ملم بارابيلوم (يمين).

الخرطوشة الفارغة هي خرطوشة مشحونة لا تحتوي على مقذوفة. لكي تحتوي على دافع تغلق الفتحة التي تدخل منها المقذوفة عادة مع تجعيدها وتغلق بمادة ما سرعان ما تتبدد فور مغادرة الماسورة. مادة الغلق هذه لا يزال يحتمل أن تتسبب في إلحاق الضرر في مجال قريب للغاية. توفي الممثل جون إيريك هيكسوم (Jon-Erik Hexum) عندما أطلق الرصاص على رأسه بخرطوشة فارغة، وأيضًا قُتل الممثل براندون لي (Brandon Lee) في حادث مشهور أثناء تسجيل فيلم «ذي كرو» (The Crow) حينما أطلقت خرطوشة فارغة من خلف رصاصة كانت عالقة في الجوف دفعت هذه الرصاصة في بطنه وصولاً لعموده الفقري. لم يبطل مفعول المدفع بطريقة صحيحة والحاوية ذات الفتيل مع الرصاصة بدلاً من الطلقات الوهمية استخدمت من قبل. سحب شخص ما الزناد ودفع الفتيل الرصاصة في صمت داخل الجوف.
تستخدم الذخائر الفارغة في التدريب ولكنها لا تتسبب دومًا في عمل المدفع مثلما تفعل الذخيرة الحية، فالارتداد عادة ما يكون أضعف وبعض المدافع الأوتوماتيكية لا تدور بطريقة صحيحة إلا إذا تلاءم المدفع مع موائم إطلاق فارغ لحبس ضغط الغاز في الماسورة لتشغيل نظام الغاز.
يمكن استخدام الذخائر الفارغة لإطلاق رمانة البندقية على الرغم من استخدام الأنظمة اللاحقة تصميم «مصيدة رصاص» الذي يقبض على الرصاصة من الدفع التقليدي والانتشار السريع. يتعارض ذلك أيضًا مع خطورة إطلاق الرصاص الحي عن طريق الخطأ داخل رمانة البندقية مما يؤدي إلى الانفجار في الحال بدلاً من دفع الرصاص للأمام.
تستخدم الذخائر الفارغة أيضًا كقاذفات مخصصة لدفع كباش أو حبل أو وهج أو طعم تدريب لتدريب كلاب الصيد.
وتكون حمولات القوة المستخدمة في مختلف مسدسات دق المسامير غالبًا ذخائرًا محيطية الإطار فارغة.[بحاجة لمصدر]

## الطلقات العسكرية

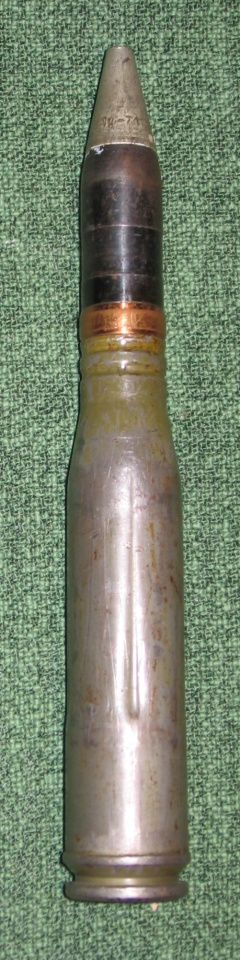
خرطوشة 23×152 ملم طلقات عسكرية

الطلقات العسكرية عبارة عن إصدارات خاملة تستخدم للتعليم والممارسة أثناء التدريب العسكري. بخلاف عدم وجود الدافع والفتيل، فحجمها نفس حجم الخراطيش العادية وتتلاءم مع آلية المدفع بنفس الطريقة مثلما تتلاءم الخرطوشة الحية. وبسبب الإطلاق الجاف (تحرير إبرة الإطلاق بغرفة فارغة) صممت كبسولات طقطقة لحماية مدافع الفتيل الثابت من التلف المحتمل أثناء ممارسات التحكم في زناد «الإطلاق الجاف».
ولتمييز طلقات التدريب عن كبسولات الطقطقة فهناك اختلاف يميز بينهما. تستخدم أشكال عديدة من العلامات المميِّزة مثل، حزوز في الحاوية أو ثقوب في الحاوية أو تلوين الرصاصة أو الخرطوشة أو خليط من كل ذلك. في حالة رصاص التدريب بالفتيل الثابت غالبًا لن يكون الفتيل موجودًا فثقبه المتزايد في القاعدة يترك مفتوحًا. ولأن هذه الطلقات مطابقة آليًا للطلقات الحية، والتي من المفترض تحميلها مرة واحدة، تطلق ثم يُتخلص منها، فهناك احتمال لاستهلاك طلقات التدريب وتلفها بدرجة كبيرة بتكرار المرور عبر الخزن وآليات الإطلاق ويجب أن تُفحص على فترات لضمان عدم فسادها فتكون غير قابلة للاستخدام - على سبيل المثال يمكن أن تكون الأغلفة متهالكة أو مشوهة وناتئة على الأجزاء المتحركة أو يمكن أن تصبح الرصاصة منفصلة وتظل في الخلفية عند إخراج الحاوية.[بحاجة لمصدر]

## وصلات خارجية
- Cartridge Collectors نسخة محفوظة 19 مايو 2007 على موقع واي باك مشين.
- European Ammunition Box Translations